# Seiryu
Seiryu (青柳, salgueiro verde) é a denominação de alguns kata de caratê que, apesar do nome comum, não guardam correspondência nenhuma entre si, nem histórica nem técnica. Há um kata seiryu nos estilos shito-ryu, shotokan e uechi-ryu, que foram independentemente criados por mestres distintos, com finalidades, movimentos e significados próprios.

## Shito-ryu
Foi criado pelo mestre Kenwa Mabuni.

## Uechi-ryu
O kata, no estilo uechi-ryu, é criação do mestre Kanei Uechi. E o significado do nome remete a dezesseis, posto ser seiryu (十六) a pronúncia de «shí liù», em chinês. Refere-se aos kyodos ou passos executados, que seriam reflexo dos conflitos interiores a serem ultrapassados.
Trata-se de um exercício relativamente breve, mas mais breve é o deslocamento total: o praticante basicamente fica centralizado, indo e vindo, com movimentos curtos e na maioria circulares. O bunkai remete a aplicação de golpes certeiros, algumas imobilizações e desvios de trajetória dos golpes do oponente.